# Jabučki Rit, Belgrad
Jabučki Rit este o localitate în zona suburbană a orașului Belgrad, comuna Palilula, Banat, Serbia.